# 西行茂
西行 茂（さいぎょう しげる、1954年〈昭和29年〉5月9日 - ）は、日本の政治家。福井県福井市長（1期）。

## 来歴
福井県大野市生まれ。小学生の時に長野県に移り、木曽郡大桑村立野尻小学校を卒業。中学時代に福井に戻り、福井市進明中学校。福井県立高志高等学校を経て、1978年（昭和53年）金沢大学法文学部法学科を卒業。同年福井市役所に入る。
市役所では福祉保健部保育児童課長、商工労働部マーケット戦略室長、企業局長、総務部長などを歴任する。
2016年（平成28年）福井市長東村新一の下で副市長を務める。
2023年（令和5年）8月4日、12月に行われる福井市長選挙に立候補することを正式に表明。立候補表明の記者会見では「来年3月には北陸新幹線が県内開業となり、人の流れ、モノの流れが劇的に変化する。福井に『大交流時代』が訪れると捉え、その時代をしっかりつかんで福井市の未来を切り開いていきたい」などと述べた。9月に副市長を辞職した。
12月10日に執行された福井市長選挙に、自由民主党、立憲民主党、公明党、国民民主党の各党のほか連合福井、JAなど600を超える団体の推薦や8割超の福井市議会議員、多くの福井県内の市町村長や財界の支援を受けて無所属で立候補。政党の推薦を受けず草の根の運動に徹した元福井県議会議員の鈴木宏治を2323票の僅差で破り、初当選を果たした。投票締め切り直後動画配信で発表した福井放送（FBC）の出口調査では、「鈴木・西行が横一線」として最終得票数で鈴木が西行を上回るという予測を立てたほどだった。ちなみに福井テレビの出口調査では「鈴木・西行が横一線」は変わらなかったが情勢取材で序盤西行が先行も終盤鈴木が猛追したと報じていた。※当日有権者数：211,414人 投票率：41.16%（前回比：+3.73pts）。
※当日有権者数：211,414人 最終投票率：41.16%（前回比：+3.73pts）
| 候補者名 | 年齢 | 所属党派 | 新旧別 | 得票数   | 得票率 | 推薦・支持                                     |
| -------- | ---- | -------- | ------ | -------- | ------ | ---------------------------------------------- |
| 西行茂   | 69   | 無所属   | 新     | 44,218票 | 51.35% | 自由民主党・公明党・立憲民主党・国民民主党推薦 |
| 鈴木宏治 | 50   | 無所属   | 新     | 41,895票 | 48.65% |                                                |

## 不祥事

### 公職選挙法違反
西行が初当選した2023年12月の福井市長選挙を巡り、西行の個人演説会などに市職員を動員したとして、2024年1月30日、福井県警察が公職選挙法違反（公務員の地位利用）の疑いで同市企業局（現上下水道局）の企業管理者（=局長）と西行の支援者1人を書類送検した。支援者は公務員ではないが、共謀関係にあったとみられる。県警は企業管理者については起訴を求める「厳重処分」の意見を付けたとみられる。
2024年7月時点で企業管理者（現上下水道事業管理者）は留任しており、同月29日の記者会見で西行は、留任させている自身の判断について「少なくとも間違っていたとは思っていない」と述べた。市がこれまで内部調査をしていないことも明らかにした。管理者が書類送検されたことに対する道義的責任について西行は「私として判断する材料がない」と話し、自身や陣営の関与を否定した。
2025年3月26日、福井区検は公職選挙法違反の罪で元企業管理者ら2人を略式起訴した。福井簡裁は4月8日付で元企業管理者に罰金30万円の略式命令を出した。もう1人については、別の公募情報漏洩事件と合わせて罰金50万円の略式命令とした。

## 人物
- 趣味：音楽鑑賞、映画、ウオーキング
- 座右の銘：夢なき者に理想なし。理想なき者に計画なし。計画なき者に実行なし。実行なき者に成功なし。故に、夢なき者に成功なし。（吉田松陰のことば）[14]